# Nephasoma wodjanizkii
Nephasoma wodjanizkii är en stjärnmaskart som först beskrevs av Murina 1973.  Nephasoma wodjanizkii ingår i släktet Nephasoma och familjen Golfingiidae.

## Underarter
Arten delas in i följande underarter:
- N. w. wodjanizkii
- N. w. elisae